# 班圖人擴張

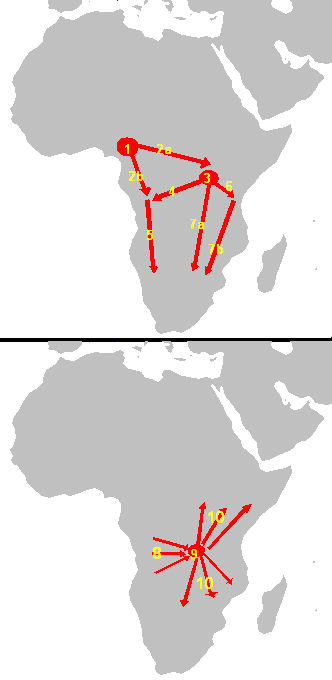
1 = 公元前2000–1500年，起源
2 =公元前1500年，首次迁徙
2.a = 东部班图人， 2.b = 西部班图人
3 = 公元前1000–500年，东班图人以Urewe为核心
4–7 = 向南进发
9 = 公元前500年-公元元年，以刚果为核心
10 = 公元元年-1000年，最后阶段

班圖人擴張指班圖人南下排擠了俾格米人與桑人的過程，也是人類史上最大擴張之一。
班圖族是起源於西非（大約在現代喀麥隆和尼日利亚東部一帶）的農業民族，在約西元前2000年向東與向南擴展。他們廣泛飼養以牛為主的家畜，也種植適應熱帶濕潤氣候的，如薯蕷之類的作物，還掌握製陶與煉鐵的技術。藉著生產力的優勢，在往南遷徙的過程中一步步替代了當地的俾格米人及布希曼人。班圖人一直前進，約在前300年到達南非的誇祖魯-納塔爾省沿岸。由於更南邊的好望角屬於地中海型氣候，班圖人欠缺適應此氣候類型的農作物，致使班圖人未能定居下來；這也讓1652年到達開普敦，以揚·范·里貝克為首的荷蘭人可以聲稱好望角為無主地，藉此佔據此地之主權。